# Chibikko Remi to Meiken Kapi
Chibikko Remi to Meiken Kapi (яп. ちびっ子レミと名犬カピ) — японский мультфильм 1970 года режиссёра Юго Сэрикава. Снят по роману «Без семьи», который написал Гектор Мало в 1878 году.

## Сюжет
Этот фильм является сжатой адаптацией истории Рэми, которого продали музыканту Виталису. Теперь Реми колесит по стране вместе с животными музыканта и дает представления. После множества приключений он находит свою мать, которую считал умершей, и перестает быть ребенком без семьи.

## В ролях
- Юкари Асай — Рэми
- Масао Мисима — Виталис
- Харуко Мабути — Миллиган
- Эцуко Итихара — Билбланк
- Тихару Кури — Джоли-кур
- Кадзуэ Такахаси — Пэпэ